# Nigel Reo-Coker
Nigel Shola Andre Reo-Coker (Croydon, 14 mei 1984) is een voormalig Engelse profvoetballer die als middenvelder speelde.

## Clubcarrière
Hij werd op zijn dertiende gescout door Wimbledon. Hij brak enkele jaren later door in het eerste team, en schopte het tot aanvoerder. In maart 2003 wilde Portsmouth hem kopen, maar de deal ging op het laatste moment niet door. In januari 2004 maakte hij wel de transfer naar West Ham United. Al snel veroverde hij een plek in de basis van het team van trainer-coach Alan Pardew, en hij leidde de Londenaren in zijn eerste seizoen naar promotie naar het Premiership.
Met West Ham speelde hij zich op de laatste speeldag van de Premiership 2006/2007 veilig na een 1-0-overwinning op kampioen Manchester United. Een vierde seizoen bij West Ham lijkt er niet in te zitten, aangezien hij aangaf te willen vertrekken. De transfersom ligt echter op 12 miljoen euro. Arsenal en Tottenham Hotspur behoorden tot de geïnteresseerde clubs. Uiteindelijk trok Aston Villa hem aan, waar hij 102 wedstrijden zou spelen. In juli 2011 tekende hij voor Bolton Wanderers. Met die club degradeerde hij uit de Premier League. Hij was lange tijd een transfervrije speler totdat Ipswich Town hem vastlegde op 13 oktober 2012. Ipswich Town komt uit in de Football League Championship.
na tien competitiewedstrijden bij Ipswich Town tekende hij op 20 februari 2013 bij het Canadese Vancouver Whitecaps. Hij maakte zijn debuut op 3 maart 2013 tegen Toronto FC. Hij maakte zijn eerste doelpunt op 9 oktober 2013 tegen Seattle Sounders. Op 21 augustus 2014 werd Reo-Coker naar Chivas USA gestuurd inruil voor Mauro Rosales. Het seizoen in 2014 was het laatste seizoen voor voetbalclub Chivas USA (de voetbalclub werd opgeheven), waarna Reo-Coker voor 2015 tekende bij Montreal Impact. Hierna zat hij een tijd zonder club totdat hij in mei 2017 aan de slag ging bij het Noorse IK Start. In juni werd zijn contract ontbonden. In maart 2018 vervolgde Reo-Coker zijn loopbaan bij Milton Keynes Dons.

### Nationaal elftal
In 2007 speelde Reo-Coker met het Engelse elftal op het EK onder 21.

## Clubstatistieken
| Seizoen | Club                | Competitie          | Duels | Goals |
| ------- | ------------------- | ------------------- | ----- | ----- |
| 2005/06 | West Ham United     | Premiership         | 31    | 5     |
| 2006/07 | West Ham United     | Premiership         | 35    | 1     |
| 2007/08 | Aston Villa         | Premiership         | 36    | 0     |
| 2008/09 | Aston Villa         | Premiership         | 26    | 1     |
| 2009/10 | Aston Villa         | Premiership         | 10    | 0     |
| 2010/11 | Aston Villa         | Premiership         | 30    | 0     |
| 2011/12 | Bolton Wanderers    | Premiership         | 37    | 4     |
| 2012/13 | Ipswich Town        | Championship        | 10    | 0     |
| 2013    | Vancouver Whitecaps | Major League Soccer | 32    | 1     |
| 2014    | Vancouver Whitecaps | Major League Soccer | 12    | 0     |
| 2014    | Chivas USA          | Major League Soccer | 9     | 0     |
| 2015    | Montreal Impact     | Major League Soccer | 31    | 0     |
| 2017    | IK Start            | 1. divisjon         | 2     | 0     |
| Totaal  | Totaal              | Totaal              | 301   | 12    |